# クルシュヴィッツ条約
クルシュヴィッツ条約 (ドイツ語:Vertrag von Kruschwitz、英語:Treaty of Kruschwitz) は、1230年6月16日にマゾフシェ公コンラト一世とドイツ騎士団との間で調印された条約である 。

## 概要
この条約によって、マゾフシェ公はヘウムノをドイツ騎士団に割譲することが決まった。また、ドイツ騎士団の独立とその騎士団によるプロイセン領内とポーランド王国の国境を越えた範囲の支配も認めた。
オリジナルの文書が保存されていないため、条約内容は後の引用でのみ知られている。歴史家のマックス・パールバックによると、騎士団は世俗資産の法的前提を獲得するため、この文書を改ざんしたとしているが、この説は現代の歴史家の間では疑問視されている。